# Aina Mannerheim
Aina Mannerheim (Nastola 17 juli 1869 – Stockholm 5 januari 1964) was een Fins/Zweeds zangeres. Haar stem zat in het segment mezzosopraan. Ze was tevens gravin. Ze is via haar moeder (Lovisa Fredrika Adelaïde De Geer af Tervik) verre familie (zevende generatie) van Louis de Geer. Ze had negen broers en zusters. Ze is voorts familie van schrijfster Adelaïde Ehrnrooth.
Ze studeerde tussen 1893 en 1896 bij Saint Yves-Bax (1829-1897) en Mathilde Marchesi in Parijs en gaf toen ook al concerten. Marchesi roemde haar stem ("C’est une voix unique"). In 1896 huwde Aina Johanna Ehrnrooth met bankdirecteur Carl Mannerheim. Pas drie jaar later stond ze weer op diverse podia en vergaarde geld voor openbaar onderwijs in haar vaderland, waarvoor ze een stichting had opgericht. Vanaf 1903 zong ze ook in het buitenland met een concertreizen naar Zweden, Noorwegen en Denemarken. Door het Finse verzet tegen de Russificatie van Finland moest Mannerheim op bevel van Nikolai Bobrikov het veld ruimen en hij week uit naar Stockholm, alwaar het gezin zich vestigde. Aina Johanna had zich in die tijd ook tijdens concerten verzet tegen die Russificatie, door nationalistische liederen te zingen en gekleed te gaan in een zwarte rouwjurk. Dat laatste werd destijds gezien als een soort van protest.
In 1904 zong ze onder begeleiding van Johan Backer Lunde in Oslo. Ze deed toen ook Bergen, Stavanger, Kristiansand en Trondheim aan. In 1913 ontmoetten Backer Lunde en Mannerheim elkaar weer in een Frans programma. Op 2 april 1913 zong Mannerheim mee in de Zweedse première van de Symfonie nr. 4 van Gustav Mahler. Georg Schnéevoigt gaf toen leiding aan de Musikaliska Akademien, de voorloper van het Filharmonisch Orkest van Helsinki.  